# Вольфганг Пешель
Вольфганг Пешель (нім. Wolfgang Poeschel; 25 березня 1920, Берлін — 4 жовтня 1943, Атлантичний океан) — німецький офіцер-підводник, оберлейтенант-цур-зее крігсмаріне.

## Біографія
1 жовтня 1938 року вступив на флот. З квітня 1941 року — вахтовий офіцер на підводному човні U-28. З 8 січня 1942 року — 1-й вахтовий офіцер на U-604. В листопаді-грудні 1942 року пройшов курс командира човна. З 30 січня по 4 лютого 1943 року — командир U-737, з 10 лютого 1943 року — U-422. 8 вересня 1943 року вийшов у свій перший і останній похід. 4 жовтня U-422 був потоплений в Північній Атлантиці північніше Азорських островів (43°13′ пн. ш. 28°58′ зх. д.) торпедами трьох бомбардувальників («Евенджер» і двох «Вайлдкет») з ескортного авіаносця ВМС США «Кард». Всі 49 членів екіпажу загинули.

## Звання
- Кандидат в офіцери (1 жовтня 1938)
- Морський кадет (1 липня 1939)
- Фенріх-цур-зее (1 грудня 1939)
- Оберфенріх-цур-зее (1 серпня 1940)
- Лейтенант-цур-зее (1 квітня 1941)
- Оберлейтенант-цур-зее (1 січня 1943)